# بايتخت تل كر (قيلاب)
بایتخت تل کر (بالفارسية: پایتخت تل‌کر) هي قرية تقع في قسم قيلاب الريفي، بمقاطعة أنديمشك التابعة لمحافظة خوزستان، إيران. يقدر عدد سكانها بـ 69 نسمة حسب الإحصاء السكاني الذي تمّ في عام 2006.